# Reichmannsdorf
Reichmannsdorf es un municipio situado en el distrito de Saalfeld-Rudolstadt, en el estado federado de Turingia (Alemania), a una altitud de 700 metros. Su población a finales de 2016 era de unos 750 habitantes y su densidad poblacional, 40 hab/km².
Se encuentra ubicado al sur de la ciudad de Weimar, y a poca distancia al norte de la frontera con el estado de Baviera.